# Tuamotuichthys schwarzhansi
Tuamotuichthys schwarzhansi — вид ошибнеподібних риб родини Bythitidae. Це морський батипелагічний вид, поширений на півдні Тихого океану у Соломоновому морі на глибині 440—490 м. Описаний у 2008 році, голотип завдовжки 7,4 см.